# Gueules cassées (label)
 (février 2021).
Pour l’article homonyme, voir Gueules cassées.
Les Gueules Cassées est une marque créée en 2014 par l'entreprise française Sols & Fruits afin de valoriser les produits agroalimentaires ne pouvant être vendus dans les circuits de distribution classiques du fait de leurs caractéristiques hors-normes.

## Identité
« Les Gueules Cassées » est une initiative lancée par la société Sols & Fruits, spécialisée dans l'alimentation générale. L'initiative vise à diminuer le gaspillage d'aliments mis au rebut et constituant tous les ans « l'équivalent d'un Stade de France » bondé d'aliments non consommés et pourtant aussi propres à la consommation que les autres.   

### Vision
L'idée des « Gueules Cassées » vient du constat que chaque année 17 millions de tonnes d'aliments ne sont pas consommés du fait de leur apparence. C'est dans cette optique que Nicolas Chabanne a souhaité revaloriser certains produits afin d'encourager leur consommation.

### Objectifs
Le premier objectif de l'initiative est de lutter contre le gaspillage en valorisant les oubliés de la grande distribution, aliments hors calibres ou contenant des défauts, ne pouvant être vendus dans les circuits dits « classiques ». L'initiative encourage ainsi la consommation des produits alimentaires « moches ».  
Le deuxième objectif de cette revalorisation est de permettre la vente de ces aliments déclassés à des prix moindres sur le marché: 30 % de moins.

## Gouvernance du label

### Sols et Fruits
L’opération « Gueules Cassées » et le label « Quoi ma gueule » ont été lancés par la SAS Sols & Fruits dirigée par Renan Even et son associé Nicolas Chabanne, spécialisée dans le commerce de gros, dont le siège se trouve à Hennebont. 
Cette société a été créée en mars 2013 pour coordonner des entreprises et des personnes actives dans le secteur agricole français autour du concept « Trois couleurs pour plus de goûts », que la société définit par les trois axes suivants : « la variété gustative, le travail des sols privilégiant qualité et savoir-faire, une terre riche et vivante ». Ce concept a été ensuite concrétisé avec le label « Variété Gustative » signalé par une médaille holographique. En août 2014, Sols & Fruits rassemblait 108 membres producteurs.

### Prix et trophées
Le binôme Monoprix-Sols & Fruits a reçu le Trophée ECR France « lutte contre le gaspillage alimentaire » 2014 pour son action de valorisation des fruits déclassés grâce au label « Les Geules Cassées » en octobre 2014.  
Sols & Fruit a également reçu à l'occasion des 6e trophées PME Bougeons-nous décernés par RMC, le trophée 2014 de l’entreprise Jeune pousse.

## Déploiement
En janvier 2016, plus de 12 millions de produits ont été labellisés dans près de 5 000 points de vente.

### Enseignes
Au 1er janvier 2015, 2 350 magasins distribuent des produits labellisés « Gueules Cassées ».  

#### Grande distribution
En mars 2016, plusieurs réseaux de grande distribution commercialisent les produits de la marque.[réf. souhaitée]

#### Petits commerces
Au départ pensé pour la grande distribution, le label a rapidement été plébiscité par les petits commerces en France. Dès novembre 2014, boulangeries, boucheries, charcuteries ou épiceries peuvent également utiliser le label pour valoriser leurs invendus.
Aux États-Unis à l'inverse, ce sont d'abord des collectifs locaux qui ont assuré la promotion du label. Dans un second temps, l'initiative souhaite intégrer de grandes enseignes telles que Walmart. 

### Liste non exhaustive des produits

#### Fruits et légumes
Dans un premier temps, le label a été créé pour les fruits et légumes. Plusieurs membres producteurs à travers la France ont souhaité commercialiser leurs invendus non calibrés.

#### Camembert
En Normandie, la fromagerie Gillot a rejoint l'initiative en 2014 afin de valoriser ses fromages qui ne pouvaient pas être labellisés « Camembert AOP de Normandie » du fait de différences de poids ou d'aspect. 

#### Céréales
Dans le Haut-Rhin, le fabricant Sevenday (groupe Hahne) commercialise ses céréales hors calibre sous le label « Gueules Cassées » depuis avril 2015. Auparavant, l'entreprise vendait au secteur de l'alimentation animale ces produits qui ne respectait pas dans son intégralité le cahier des charges de leurs produits.

#### Saucisses
En Franche-Comté, la PME Saborec qui fabrique les saucisses de Morteau et de Montbéliard est confrontée aux mêmes problèmes : tous les produits ne respectant pas les critères de ce produit labellisé « Indication géographique protégée » (taille, couleur, etc.) peuvent ainsi être valorisées grâce au label « Gueules Cassées ».

### International
L'initiation a démarré en France avec une volonté de se développer à l'international. Fin 2015, Nicolas Chabanne, fondateur du collectif, déclarait que des entreprises de plus de vingt pays étrangers étaient intéressées par son offre.

## Critiques
Selon Hélène Lam Trong, journaliste à France Info, l'initiative Les Gueules Cassées pourrait être considérée comme une stratégie de marketing. Les personnes qui consomment et produisent ces produits agricoles hors normes ne modifieraient pas pour autant leurs pratiques pour tendre vers moins de gaspillage alimentaire. Par exemple, l'assouplissement des normes de calibrage au niveau européen n'a pas montré d'effets positifs sur le gaspillage en 2009. 
La Fédération nationale des producteurs de légumes relève par ailleurs que « depuis 50 ans, des normes qualitatives ont permis de structurer la production de fruits et légumes, de réduire considérablement les pertes dans la filière et d'apporter des garanties aux consommateurs grâce à une amélioration des savoir-faire. » et s'interroge sur la réelle qualité des produits proposés. Elle note également le choix malheureux de la dénomination du label qui renvoie aux combattants blessés de la Première Guerre mondiale.
Cette initiative est aussi critiquée pour son intégration dans le système alimentaire industriel qu'elle ne remet pas en question, et ne prend pas nécessairement en compte les principes de consommation locale et bio.